# Большая Атня
Больша́я Атня́ (тат. Олы Әтнә) — село в Республике Татарстан. Административный центр Атнинского района.

## География
Расположено на реке Атня, в 71 км от Казани.

## История
Село основано в период Казанского ханства.
В «Списке населенных мест по сведениям 1859 года», изданном в 1866 году, населённый пункт упомянут как казённая деревня Большая Атня 3-го стана Казанского уезда Казанской губернии. Располагалась при безымянном ключе, на Уржумском торговом тракте, в 60 верстах от губернского города Казани и в 6 верстах от становой квартиры в казённой деревне Верхние Верески. В деревне в 275 дворах жили 2008 человек (1001 мужчина и 1007 женщин). Были 2 мечети. Еженедельно по субботам проводился базар.
До 1920 года село было волостным центром Больше-Атнинской волости Казанского уезда Казанской губернии.
С 1920 года входило в Арский кантон Татарской АССР.
С 10 августа 1930 года являлось административным центром Тукаевского района, в 1938 году переименованного в Атнинский.
С 12 октября 1959 года — вновь центр Тукаевского района.
С 1 февраля 1963 года находилось в составе Арского района.
С 25 октября 1990 года снова является районным центром.

## Население
| 1959 | 2002  | 2010  | 2021  |
| ---- | ----- | ----- | ----- |
| 2951 | ↗3651 | ↘3536 | ↘3325 |

98,9% населения составляют татары, 1,1% — марийцы.

## Экономика
Сельское хозяйство

## Объекты социальной сферы
- Средняя школа
- Атнинский государственный драматический театр им. Г.Тукая
- Сельхозтехникум им Г. Тукая
- 2 библиотеки.
- Центральная районная больница
- Спорткомплекс "Ашыт"
- Детская школа искусств

## Улицы[7]
| - Б. Зиганшина - Гагарина - Газовая - Дружбы - Дулкын - Зилина - Интернациональная - К. Маркса - К. Якуба | - Казанская - Коммунаров - Комсомольская - Кустарь - М.Салимзянова - Мира - Наримана - Новая - Октябрьская | - Пионерская - Пролетарская - Пушкина - Рабочая - Радио - С.Хакима - Сармана - Советская - Татарстана | - Тугая - Тукая - Тургая - Ударников - Ферма - Чулпана - Ш. Марджани - Электро |  |